# 丹增达尔佳·图雅
丹增达尔佳·图雅（？—）女，蒙古族，籍贯不详，蒙古国医生、政治人物。

## 生平
2007年2月，图雅被任命为蒙古国健康部部长，以接替辞职的拉木扎布·贡达赖。2007年5月10日，健康部在乌兰巴托举办了一个国家讲习班，作为提高护理质量、病人安全及感染控制的国家方案的一部分。图雅还签署了一项声明，表示支持世界卫生组织的“Clean Care is Safer Care”（清洁护理是更安全的护理）倡议，这使蒙古成为西太平洋地区第六个承诺支持这一倡议的国家。2007年12月，宾巴·巴特赛莱登被任命为蒙古国健康部部长，取代图雅。